# Qathet Regional District
Der qathet Regional District (ehemals Powell River Regional District) ist ein Bezirk in der kanadischen Provinz British Columbia. Er ist 5.075,33 km² groß und zählt 20.070 Einwohner (2016). Beim Zensus 2011 wurden nur 19.906 Einwohner ermittelt. Hauptort und einzige Gemeinde des an der Küste gelegenen Bezirkes ist Powell River.
Ebenfalls zum Bezirk gehören die in der Straße von Georgia gelegenen Inseln Texada Island, Lasqueti Island und Jedediah Island der nördlichen Gulf Islands
Im Jahr 2018 stimmte die Provinz einer Änderung des Namens des Bezirkes zu. Der neue Name bedeutet so viel wie „zusammenarbeiten“ oder „gemeinsam arbeiten“ in der Sprache der Comox.

## Administrative Gliederung

### Städte und Gemeinden
| Ort          | Status | Bevölkerung |
| Powell River | City   | 13.157      |

### Gemeindefreie Gebiete
- qathet Regional District A
- qathet Regional District B
- qathet Regional District C
- qathet Regional District D (u. a. mit Texada Island)
- qathet Regional District E (u. a. mit Lasqueti Island und Jedediah Island)